# صفصاف (صفصاف)
صفصاف هي إحدى مشيخات المملكة المغربية، تتبع جغرافيا لإقليم سيدي قاسم وإداريًا لصفصاف. يقدر عدد سكانها بـ 11002 نسمة حسب الإحصاء الرسمي للسكان والسكنى لسنة 2004.